# Crossing The Bridge – The Sound of Istanbul
Crossing The Bridge – The Sound of Istanbul ist ein deutscher Musikfilm aus dem Jahr 2005 und der erste abendfüllende Dokumentarfilm von Fatih Akin. Der Film wurde vom Komitee der Internationalen Filmfestspiele von Cannes für das außer Konkurrenz gezeigte Filmprogramm ausgewählt.

## Inhalt
Protagonist des dokumentarischen Werkes ist der Berliner Musiker Alexander Hacke, bekannt als Bassist der Einstürzenden Neubauten, den Akin bei einer musikalischen Entdeckungsreise durch die türkische Metropole Istanbul begleitet. Vom Straßenmusiker bis zum türkischen Megastar fängt Hacke die vielfältigen multikulturell beeinflussten Klänge Istanbuls mit einem ständig bei sich geführten mobilen Tonstudio ein, bisweilen musiziert er auch spontan mit den türkischen Musikern zusammen.

## Kritik
Lexikon des internationalen Films: Das spannende Mosaik begründet seine transkulturellen Thesen zwar nur oberflächlich, macht aber durch eine ausgefeilte Soundspur und exzellente Musiker mit einem höchst vitalen Underground bekannt.

## Sonstiges
Der Film erschien auch auf einer DVD, die neben Crossing The Bridge – The Sound of Istanbul einen zweiten Dokumentarfilm, Under The Bridge – The B-Side of Istanbul bereithält, in dem für den Hauptfilm nicht verwendetes Material zu einem weiteren abendfüllenden Musikfilm zusammengeschnitten wurde.
Weiterhin erschien auch ein Hörbuch mit vier Musik-CDs zum Film, die zahlreiche zuvor unveröffentlichte Aufnahmen türkischer Musiker enthalten, die Hacke bei den Dreharbeiten zu dem Film erstellte, aber auch bereits veröffentlichte Aufnahmen. Die Auswahl für diese Edition besorgte Fatih Akin. Der Buchteil ist ein großformatiger Fotoband über Istanbul mit Bildern, die während der Dreharbeiten zum Film gemacht wurden.
Die Premiere wurde in Hamburg gefeiert, zu der zahlreiche Musik- und Fernsehstars wie Til Schweiger oder der türkische Rapper Ceza anwesend waren.
Mathias Böllinger sah von dem Film eine Wirkung ausgehen in Bezug auf eine vermehrte Akzeptanz von Künstlern und Werken aus Istanbuls Jazz- und Weltmusikszene auch in europäischen Kulturspalten.

## Auszeichnungen
- Publikumspreis Flanders Film Festival Gent
- Publikumspreis Mexiko-Stadt Film Festival